# 305
Het jaar 305 is het 5e jaar in de 4e eeuw volgens de christelijke jaartelling.

## Gebeurtenissen

### Klein-Azië
- 1 mei - Keizer Diocletianus doet na twintig jaar regeren afstand van de troon – een unicum in de Romeinse geschiedenis – en trekt zich terug in zijn paleis in Split.
- Galerius volgt zijn schoonvader Diocletianus op als keizer van het Romeinse Rijk en bestuurt de Oostelijke provincies (Klein-Azië, Syrië en Egypte).
- Galerius benoemt zijn neef Maximinus II tot caesar en toekomstige troonopvolger.

### Italië
- Maximianus treedt onder dwang van Diocletianus als medekeizer (augustus) af. De Westelijke provincies van het Romeinse Rijk (Italië, Spanje en Noord-Afrika) komen onder het bewind van Constantius I "Chlorus".
- Severus II wordt benoemd tot caesar, dit leidt tot onenigheid met Constantijn de Grote (zoon van Constantius Chlorus) die de keizerstitel opeist.

## Geboren
- Damasus I, paus van de Katholieke Kerk (overleden 384)
- Flavius Iulius Crispus, zoon van Constantijn de Grote (overleden 326)

## Overleden
- Christenen die de marteldood sterven (jaar is vaak bij benadering):
  - Aaron van Caerleon
  - Adauctus
  - Felicianus
  - Felix van Rome
  - Filemon
  - Genesius van Arles
  - Januarius van Benevento, bisschop van Benevento
  - Julius van Caerleon
  - Margaretha van Antiochië
  - Marinus van Anazarbus
  - Phileas, bisschop van Thmuis
  - Primus
  - Sosius van Misenum